# Chiesa di Santa Margherita (Avegno)
La chiesa di Santa Margherita è un luogo di culto cattolico situato nella frazione di Testana, in piazza Santa Margherita, nel comune di Avegno nella città metropolitana di Genova. La chiesa è sede della comunità parrocchiale omonima del vicariato di Recco-Uscio-Camogli dell'arcidiocesi di Genova.

## Storia e descrizione
La chiesa fu eretta nel XVII secolo. All'interno, sull'altare di sinistra, è ospitato un altorilievo in legno raffigurante la Storia della Crocifissione di Cristo attribuito, dopo alcuni studi, ad una scuola pittorica fiamminga del XVI secolo. È inoltre ospitato una tela della Circoncisione ad opera del pittore Giovanni Andrea De Ferrari.